# La ronda de los dientes blancos
La ronda de los dientes blancos es una película filmada en colores coproducción de Argentina y Brasil dirigida por Ricardo Alberto Defilippi sobre el guion de Enrique Lastrade que, producida en 1966, nunca fue estrenada comercialmente y que tuvo como protagonistas a Delia Montero, Juan Carlos Lamas, Orlando Alvarado y Mario Benedetti.
Su director Ricardo Alberto Defilippi comenzó su  vinculación con el cine cuando debutó como extra en Juvenilia, dirigida en 1943 por Augusto César Vatteone. Después trabajó en como pizarrero, ayudante de dirección, asistente de dirección, y en 1962 dirigió su primera película: Cuerpo extraño (Cuando una mujer no quiere), sobre guion de Enrique Lastrade, protagonizada por Juan Carlos Barbieri, Francisco de Paula, Augusto Codecá y su actriz fetiche Delia Montero, que nunca fue estrenada.
Tanto La ronda de los dientes blancos de 1966 como Delincuencia juvenil de 1974, que también dirigió Defilippi no fueron estrenadas comercialmente.

## Reparto
- Delia Montero
- Juan Carlos Lamas
- Orlando Alvarado
- Mario Benedetti